# Molophilus (Molophilus) malayensis
Molophilus (Molophilus) malayensis is een tweevleugelige uit de familie steltmuggen (Limoniidae). De soort komt voor in het Oriëntaals gebied.